# Lilian Faschinger
Lilian Faschinger (* 29. April 1950 in Tschöran bei Bodensdorf, Kärnten) ist eine österreichische Schriftstellerin und literarische Übersetzerin.

## Leben
Lilian Faschinger, geb. als Lilian Mitterer, studierte von 1969 bis 1975 Anglistik und Geschichte an der Karl-Franzens-Universität Graz, wo sie bis 1992 am Institut für Anglistik als Vertragsassistentin und Lehrbeauftragte arbeitete. 1979 promovierte sie in englischer Literaturwissenschaft. Seit 1992 ist sie als Schriftstellerin und literarische Übersetzerin tätig. Internationale Beachtung fand sie mit ihrem Roman Magdalena Sünderin, der 1995 erschien und in 17 Sprachen übersetzt wurde. Sie lebt in Wien.

## Werke

### Bücher
- Selbstauslöser. Lyrik und Kurzprosa. Graz: Leykam, 1983
- Die neue Scheherazade. Roman. München: List, 1986
- Lustspiel. Roman. München: List, 1989
- Frau mit drei Flugzeugen. Erzählungen. Köln: Kiepenheuer & Witsch, 1993
- Ortsfremd. Gedichte. Baden-Baden, 1994
- Sprünge. Kurzgeschichten. Graz: Leykam, 1994
- Magdalena Sünderin. Roman. Köln: Kiepenheuer & Witsch, 1995
- Wiener Passion. Roman. Köln: Kiepenheuer & Witsch, 1999
- Paarweise. Acht Pariser Episoden. Köln: Kiepenheuer & Witsch, 2002
- Stadt der Verlierer. Roman. München: Hanser, 2007
- Die Unzertrennlichen. Roman. Wien: Zsolnay, 2012

### Übersetzungen
- Janet Frame: Auf dem Maniototo Roman. Übers. a. d. Amerikan.: Lilian Faschinger, Thomas Priebsch. Frankfurt/M.: Suhrkamp, 1986
- Gertrude Stein: The Making of Americans. Geschichte vom Werdegang einer Familie. 1906–1908. Übers. a. d. Amerikan.: Lilian Faschinger, Thomas Priebsch. Klagenfurt: Ritter, 1989
- Mohammed Mrabet, Paul Bowles: El Limón Hrsg.: Paul Bowles, Übers. a. d. Engl.: Lilian Faschinger, Thomas Priebsch. Graz, Wien: Droschl, 1990
- Paul Bowles: Tagebuch Tanger 1987–1989. Übers. a. d. Amerikan.: Lilian Faschinger, Thomas Priebsch. Graz, Wien: Droschl, 1991
- Richard Stern: Charleys Vermächtnis. 18 Stories. Erzählungen. Übers. a. d. Amerikan.: Lilian Faschinger. Salzburg, Wien: Residenz, 1992
- Elizabeth Smart: An der Grand Central Station setzte ich mich hin und weinte Roman. Übers. a. d. Amerikan.: Lilian Faschinger. Salzburg, Wien: Residenz, 1993
- Janet Frame: Ein Engel an meiner Tafel Autobiographischer Roman. Übers. a. d. Amerik.: Lilian Faschinger. München: Piper, 1993
- John Banville: Athena Übers. a. d. Engl.: Lilian Faschinger. Köln: Kiepenheuer & Witsch 1996. ISBN 3-462-02564-3

## Auszeichnungen
- 1985 Ernst-Willner-Stipendium des Ingeborg-Bachmann-Wettbewerbs
- 1986 Staatsstipendium des Bundesministeriums für Unterricht und Kunst für Literatur
- 1990 Österreichischer Staatspreis für literarische Übersetzer
- 1991 Romstipendium des Bundesministeriums für Unterricht und Kunst
- 1997 Literaturpreis des Landes Steiermark
- 2002 Writer in Residence am Deutschen Haus der New York University, New York City, NY, USA
- 2008 Friedrich-Glauser-Preis - Bester Roman für Stadt der Verlierer. Hanser, München 2007
- 2010 Großer Kulturpreis des Landes Kärnten